# Mount Augustus
Der Mount Augustus ist ein Inselberg im Nordwesten Australiens. Er ist Namensgeber des Mount-Augustus-Nationalparks. Die lokalen Aborigines der Wajarri nennen ihn Burringurrah. Am Berg sind an mehreren Stellen Malereien und Gravuren von ihnen erhalten. Die Vegetation der Umgebung besteht aus hohen Mulgabüschen und anderen Akazien.

## Geographie
Der Mount Augustus befindet sich im Nordwesten des Bundesstaates Western Australia, ungefähr 850 km nördlich von Perth und 320 km östlich der Stadt Carnarvon. Von Carnarvon führt eine Straße 195 km östlich nach Gascoyne Junction. Dann biegt man vor „Warri Well“ nach Norden ab und erreicht nach 124 km Autofahrt den Mount Augustus.
Der Mount Augustus ist acht Kilometer lang und drei Kilometer breit. Seine Längsachse verläuft in etwa Nordwest-Südost. Der Berg hat eine Höhe von 1.106 m und erhebt sich über 600 m gegenüber der Umgebung. Sein Volumen ist 2,5 mal so groß wie das des viel bekannteren Uluṟu (Ayers Rock). Die Gesteinsfarbe variiert zwischen Purpur, Pink, Rot und Orange, und die Erscheinung des Berges aus der Distanz hängt, ähnlich wie bei Uluṟu, von Wetter und Sonnenstand ab.

## Geologie und Geomorphologie
Der Berg ist ein Erosionsrest, der überwiegend aus einer Abfolge heller mesoproterozoischer (ca. 1,6 Mrd. Jahre vor heute) Quarzsandsteine und ungeordneter Quarzkonglomerate aufgebaut ist. Diese Abfolge wird nach dem Berg Mount-Augustus-Sandstein genannt. Der Mount-Augustus-Sandstein ist die älteste Abfolge unmetamorpher proterozoischer Sedimentgesteine in der Region. Er überlagert diskordant ältere mesoproterozoische metamorphe und magmatische Gesteine (Chlorit-Muskovitschiefer bzw. Biotitgranit). Der gesamte Gesteinskomplex ist gefaltet und bildet einen Sattel (Antiklinale) mit den Metamorphiten und Magmatiten im Kern. Das Alter der Faltung wird mit 1 Milliarde Jahre angegeben. Die Sattelachse streicht Nordwest-Südost, was nahelegt, dass die Gestalt des Berges auf die Sattelstruktur zurückgeht. Metamorphite und Magmatite beißen nur in einem relativ kleinen Bereich im Nordwesten des Berges aus, der The Pound genannt wird.
Mount Augustus wird in aktueller geologischer Literatur bisweilen als „größter Monolith Australiens“ bezeichnet. Jedoch besteht der Berg aus mehr als einer Gesteinsart und kann deshalb kein Monolith im wörtlichen Sinn sein. Zudem ist „Monolith“ ein schlecht definierter Begriff, der auf eine Vielzahl kompakter Strukturen mit größeren Abmessungen, natürlich wie künstlich, angewendet wurde und noch heute wird. Sein Wert als geomorphologischer Terminus ist daher sehr begrenzt, weshalb einzeln stehende, kompakte Berge nicht als Monolithen bezeichnet werden sollten, selbst wenn sie in Gänze aus dem gleichen Gestein bestehen.

## Geschichte
Am 3. Juni 1858 bestieg Francis Thomas Gregory als erster Europäer den Berg. Einige Wochen später benannte er den Berg nach seinem Bruder Sir Augustus Charles Gregory.